# Diktatorsroman
Diktatorsroman är en genre i latinamerikansk litteratur som i romanform skildrar diktatorskapet. Diktatorsromanen behandlar teman som makt och auktoritet och utspelar sig ofta i historisk tid.
Den första och stilbildande diktatorsromanen var argentinaren Domingo Sarmientos Vida de Juan Facunda Quiroga: civilazión y barbarie (1845). Miguel Ángel Asturias Presidenten (El Señor Presidente, 1946) var den första i raden av moderna latinamerikanska diktatorsromaner som under den latinamerikanska boomen fick efterföljare som kubanen Alejo Carpentiers Metoden (El recurso del método, 1974), paraguayanen Augusto Roa Bastos Jag, den högste (Yo, el Supremo, 1974) och colombianen Gabriel García Márquez Patriarkens höst (El otoño del patriarca, 1975). En diktatorsroman från senare tid som anses vara en av de främsta i genren är Mario Vargas Llosas Bockfesten (La fiesta del chivo, 2000).

## Diktatorsromaner
- Domingo Sarmientos Vida de Juan Facundo Quiroga: Civilazión y barbarie (1845) – Skildrar Juan Facundo Quiroga, en argentinsk diktator under 1820- och 1830-talen, men är också en indirekt kritik mot den samtida diktatorn Juan Manuel de Rosas.
- Miguel Ángel Asturias Presidenten (El Señor Presidente, 1946) – Inspirerad av Guatemalas president Manuel Estrada Cabrera.
- Alejo Carpentier Metoden (El recurso del método, 1974) – En tragikomisk diktatorsroman inspirerad av flera historiska ledare i Latinamerika, främst Kubas diktator Gerardo Machado.
- Augusto Roa Bastos Jag, den högste (Yo, el Supremo, 1974) – Skildrar den paraguayanska diktatorn José Gaspar Rodríguez de Francia som brukade referera till sig själv som just "el Supremo" ("den högste").
- Gabriel García Márquez Patriarkens höst (El otoño del patriarca, 1975) – Skildrar en anonym och evig diktator som blir över 200 år gammal. Inspirerad av flera verkliga diktatorer som colombianen Gustavo Rojas Pinilla, venezuelanen Juan Vicente Gómez och spanjoren Francisco Franco.
- Tomás Eloy Martínez La novela de Perón (1985) – Skildrar Argentinas president Juan Perón.
- Gabriel García Márquez Generalen i sin labyrint (El general en su laberinto, 1989) – Skildrar Simón Bolívar.
- Mario Vargas Llosa Bockfesten (La fiesta del chivo, 2000) – Skildrar Dominikanska republikens diktator Rafael Leónidas Trujillo.